# Verslo žinios
Verslo žinios – litewski dziennik o tematyce biznesowej. Jest jedynym w kraju pismem w tej kategorii.
Pismo zostało założone w 1994 roku. Pierwotnie ukazywało się jako tygodnik, a od 1999 roku wychodzi jako dziennik.